# Otter Browser
Otter Browser (z ang. wydra) – otwartoźródłowa przeglądarka internetowa, której celem jest odtworzenie funkcjonalności i interfejsu użytkownika starych wersji Opery (12.x), korzystając ze środowiska Qt. Hasło przewodnie projektu brzmi Controlled by the user, not vice versa, co oznacza "Kontrolowana przez użytkownika, nie na odwrót", co nawiązuje do możliwości personalizacji przeglądarki. Otter Browser jest udostępniony na licencji GPL v3.
Kod źródłowy projektu udostępniony jest na GitHubie, a tłumaczenie następuje za pośrednictwem strony Transifex.

## Historia

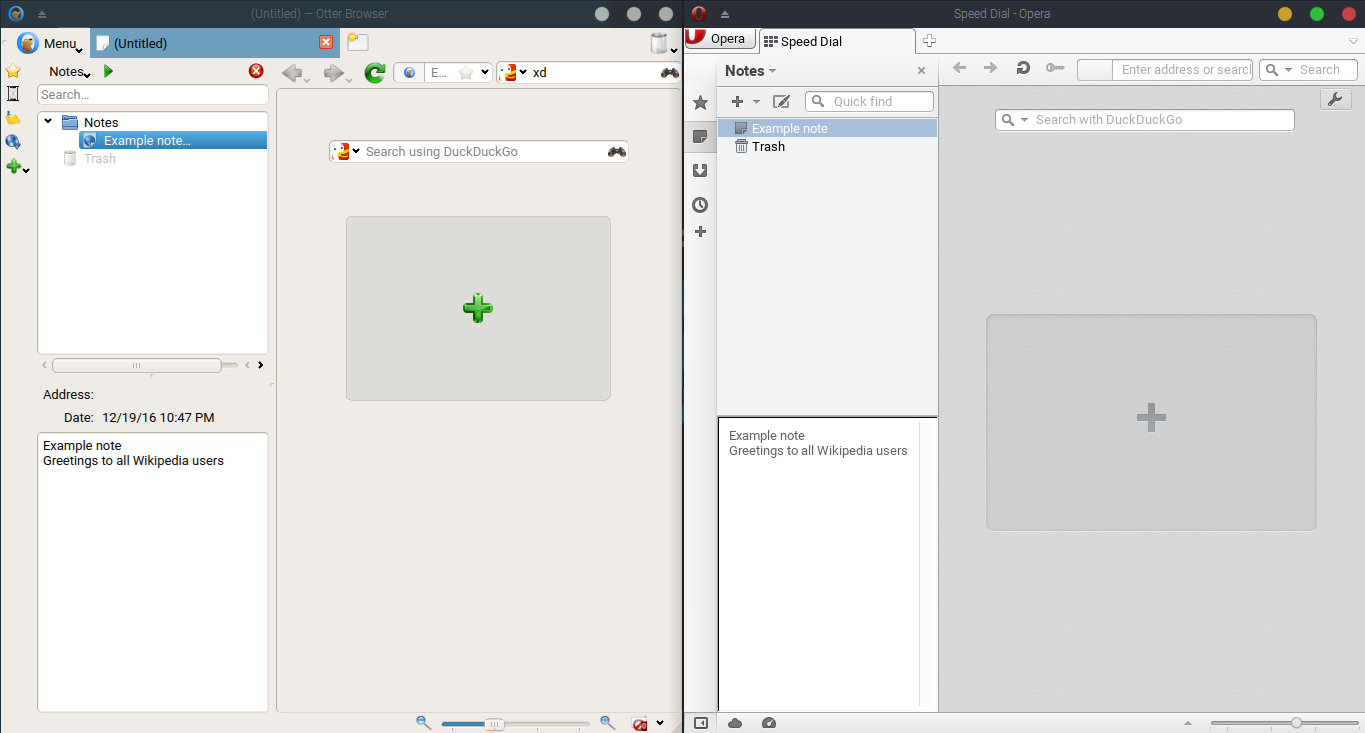
Obrazek pokazujący różnice w interfejsie przeglądarki Otter i Opera.

Pierwsza wersja przeglądarki, oznaczona numerem 0.0.01, została wydana 11 grudnia 2013 roku. Zawierała funkcje takie jak: tryb prywatny, obsługa zakładek, zarządzanie plikami cookies, zarządzanie sesjami, przywracanie zamkniętych kart i okien i wyszukiwanie na stronach. Kolejna, oznaczona numerem 0.0.02, wydana 22 grudnia 2013 roku dodała wsparcie wyszukiwarek internetowych, ostrzeżenie w wypadku błędów SSL, zaawansowane ustawienia, menedżer zakładek i liczne usprawnienia.
Kolejne wersje zaczęły pojawiać się w pierwsze dni miesięcy.
| Legenda:       | Legenda:                 | Legenda:                |
| -------------- | ------------------------ | ----------------------- |
| Starsza wersja | Aktualna wersja stabilna | Aktualna wersja testowa |

| Wersja | Data wydania        | Zmiany |
| ------ | ------------------- | --- |
| 0.0.01 | 11 grudnia 2013     | - pierwsze wydanie - dodano prosty Multi Document Interface i obsługę kart - dodano tryb prywatny - dodano proste wsparcie zakładek (w formacie XBEL) - dodano wsparcie zapisywania, przywracania i ręcznego usuwania plików cookies - dodano menedżer przesyłu - dodano podstawowe zarządzanie sesjami - dodano szczegółowy pasek postępu - wprowadzono backendy dla silników przeglądarek (z początku tylko QtWebKit) - wprowadzono przywracanie zamkniętych kart i okien - wprowadzono możliwość wyszukiwania na stronie - określono elementy menu kontekstowego - ulepszono pasek kart - wprowadzono drukowanie - wiele więcej |
| 0.0.02 | 22 grudnia 2013     | - dodano ostrzeżenie w przypadku błędów SSL - wprowadzono obsługę wyszukiwarek internetowych - dodano rozbudowaną stronę ustawień - dodano okno ustawień - wprowadzono menedżer zakładek - wprowadzono opcję szybkiego wyszukiwania zaznaczonego tekstu - dodano brakujące akcje w menu kontekstowym - dodano więcej wyszukiwarek - wprowadzono przywracanie historii kart z poprzedniej sesji |
| 0.1.01 | 1 stycznia 2014     | - wprowadzono menu kontekstowe dla elementów multimedialnych - dodano historię przeglądania - wprowadzono okno usuwania historii (przeglądania, plików cookies, pamięci podręcznej itp.) - dodano podgląd pamięci podręcznej |
| 0.2.01 | 1 lutego 2014       | - wprowadzono obsługę profili skrótów klawiszowych - wprowadzono obsługę serwerów proxy - zawartość kart może się teraz nie ładować przed ich otworzeniem |
| 0.3.01 | 1 marca 2014        | - wprowadzono możliwość ustawienia niestandardowego user agenta - wprowadzono obsługę automatycznej konfiguracji proxy - dodano możliwość wyłączenia wiadomości JavaScript |
| 0.4.01 | 1 kwietnia 2014     | - wprowadzono możliwość wyświetlania strony na pełnym ekranie - konfiguracja user agentów - różne poprawki paska kart |
| 0.5.01 | 1 maja 2014         | - dodano ekran przywracania sesji - prowadzono opcję "Odśwież obrazek" - ulepszono obsługę zakładek |
| 0.9.01 | 1 czerwca 2014      | - nowa ikona aplikacji - dodano konsolę błędów - dodano obsługę dodatkowych atrybutów i słów kluczowych zakładek - wprowadzono tłumaczenia - wprowadzono konfigurację priorytetów szyfrów SSL |
| 0.9.02 | 1 sierpnia 2014     | - wprowadzono podstawową blokadę treści (kompatybilną z Adblock Plus) - dodano możliwość importowania zakładek z Opery i pliku HTML - dodano więcej skrótów klawiszowych - usprawnienia związane z tłumaczeniami |
| 0.9.03 | 1 listopada 2014    | - podstawowy pasek boczny - dodano możliwość ustawienia Ottera jako domyślną przeglądarkę - dodano Ustawienia strony - dodano Kosz do menedżera zakładek - dodano przełączanie kart przez Ctrl+Tab - wprowadzono możliwość ustawienia arkusza stylów - dodano ikonę na pasku zadań - dodano możliwość dostosowywania paska menu |
| 0.9.04 | 1 stycznia 2015     | - wprowadzono obsługę gestów myszy - dodano możliwość dostosowywania pasków narzędzi - możliwość ładowania wtyczek na żądanie - dodano okno Idź do strony |
| 0.9.05 | 1 kwietnia 2015     | - wprowadzono eksperymentalnie backend dla QtWebEngine, domyślnie wyłączony - dodano zaawansowane opcje dotyczące plików cookies - dodano interfejs dostosowywania pasków narzędzi - dodano wbudowany notatnik - przywracanie położenia karty przy jej ponownym otwarciu |
| 0.9.06 | 1 czerwca 2016      | - liczne poprawki obsługi QtWebEngine - dodano Szybkie wybieranie - dodano podgląd źródeł - dodano listę ostatnio wpisywanych adresów - dodano wsparcie powiadomień |
| 0.9.07 | 1 września 2016     | - dodano możliwość dostosowywania menu kontekstowego - dodano możliwość importowania notatek z Opery - dodano podstawową obsługę automatycznych aktualizacji - dodano okno wyboru akcji przy pobieraniu - liczne poprawki i usprawnienia dla macOS |
| 0.9.08 | 1 września 2015     | - ulepszono uzupełnianie adresu w pasku adresu - nowy system gestów myszy - dodano podgląd certyfikatów SSL - dodano okno informacji o stronie - dodano okno konfiguracji gestów myszy i menedżerów pobierania - dodano komendę zwracającą informacje diagnostyczne |
| 0.9.09 | 1 stycznia 2016     | - wprowadzono wsparcie sprawdzania pisowni - wprowadzono możliwość pozwolenia na korzystnie z plików cookies innych domen - wprowadzono możliwość dostosowywania elementów paska narzędzi |
| 0.9.10 | 1 maja 2016         | - wprowadzono obsługę skryptów użytkownika - dodano menedżer dodatków - dodano alternatywny tryb wyświetlania uzupełnianych linków na pasku adresu - liczne poprawki do silnika QtWebEngine - ulepszono wsparcie CMake |
| 0.9.11 | 1 października 2016 | - wprowadzono wsparcie menedżera haseł (bez szyfrowania) - dodano opcję wyciszania dźwięków stron - dodano nowe ustawienia widoczności paska narzędzi w trybie pełnoekranowym - wprowadzono możliwość dostosowywania paska postępu - liczne usprawnienia dotyczące profili blokowania treści |
| 0.9.12 | 1 stycznia 2017     | - znaczące usprawnienia paska kart - usprawniona integracja ze środowiskiem KDE5 i Unity - usprawnienia i poprawki dla systemu macOS - wsparcie dla jump list systemu Windows - możliwość korzystania z trybu pełnoekranowego przy backendzie QtWebEngine - poprawki dotyczące wyświetlania w trybie RTL (od prawej do lewej) |

## Możliwości

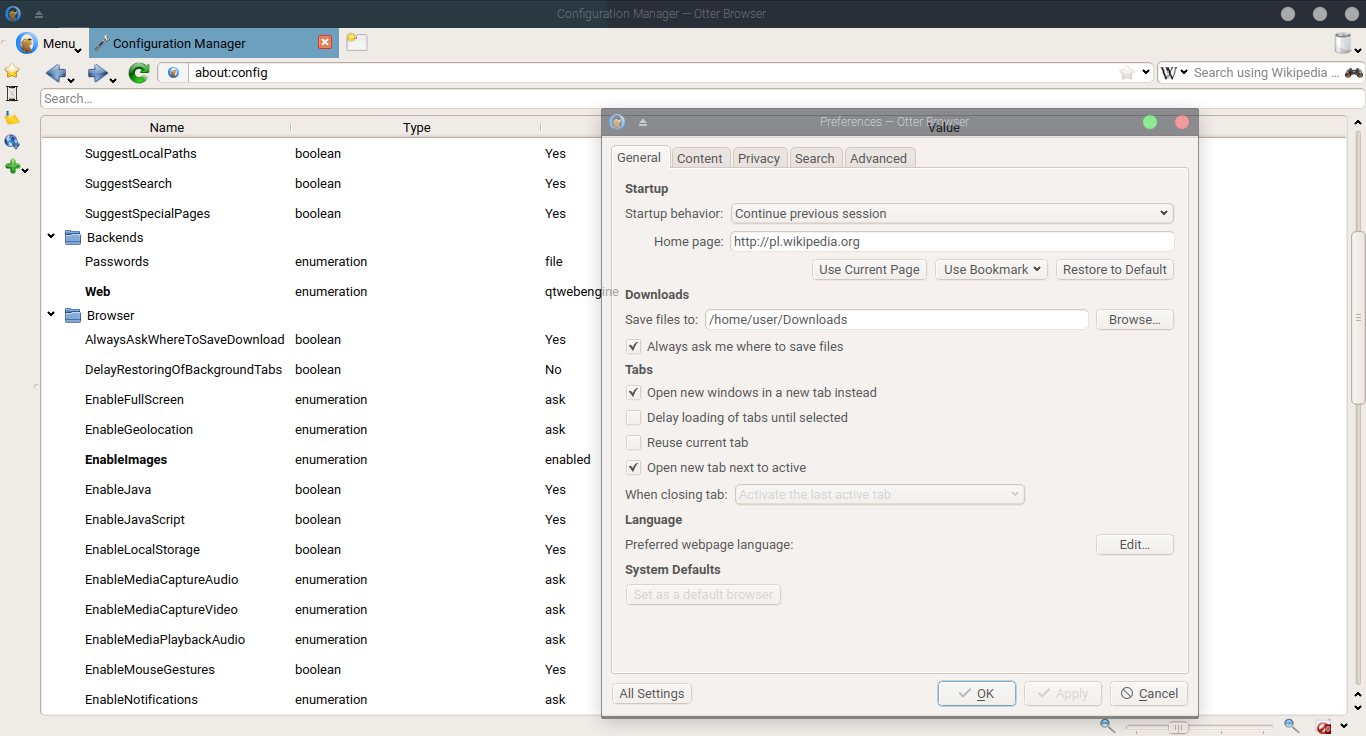
Zdjęcie pokazujące Menedżer konfiguracji i okno ustawień w przeglądarce Otter Browser w wersji 0.9.12

Otter Browser wyróżnia się funkcjami takimi jak:
- blokowanie zawartości (np. reklam)
- gesty myszy
- obsługa skryptów użytkownika
- pasek boczny
- rozbudowany menedżer pobierania
- wbudowany notatnik
- wielodokumentowy interfejs
- możliwość wyboru silnika między WebKit a Blink
- rozbudowany menedżer ustawień

## Nazwa
Nazwa projektu została wybrana, ponieważ szukano wyrazu zaczynającego się literą O, tak jak Opera. Dodatkowo wyraz Otter jest podobny w wymowie do wyrazu water, co ma pozwolić na nawiązania do nazwy przeglądarki Firefox - fire i water - ogień i woda.